# Équateur aux Jeux olympiques
L'Équateur a participé à 16 Jeux d'été et à 2 Jeux d'hiver. Le pays a gagné quatre médaille d'or par Jefferson Pérez en marche athlétique, Richard Carapaz en cyclisme sur route, Neisi Dajomes en haltérophilie et Daniel Pintado en marche athlétique.

## Tableaux des médailles

### Médailles aux Jeux d'été

#### Médailles par édition
| Jeux             | Athlètes          | Or                | Argent            | Bronze            | Total             | Classement        |
| Paris 1924       | 3                 | 0                 | 0                 | 0                 | 0                 | –                 |
| 1928-1964        | n'a pas participé | n'a pas participé | n'a pas participé | n'a pas participé | n'a pas participé | n'a pas participé |
| Mexico 1968      | 15                | 0                 | 0                 | 0                 | 0                 | –                 |
| Munich 1972      | 3                 | 0                 | 0                 | 0                 | 0                 | –                 |
| Montréal 1976    | 5                 | 0                 | 0                 | 0                 | 0                 | –                 |
| Moscou 1980      | 13                | 0                 | 0                 | 0                 | 0                 | –                 |
| Los Angeles 1984 | 11                | 0                 | 0                 | 0                 | 0                 | –                 |
| Séoul 1988       | 13                | 0                 | 0                 | 0                 | 0                 | –                 |
| Barcelone 1992   | 13                | 0                 | 0                 | 0                 | 0                 | –                 |
| Atlanta 1996     | 19                | 1                 | 0                 | 0                 | 1                 | 49                |
| Sydney 2000      | 10                | 0                 | 0                 | 0                 | 0                 | –                 |
| Athènes 2004     | 17                | 0                 | 0                 | 0                 | 0                 | –                 |
| Pékin 2008       | 25                | 0                 | 1                 | 0                 | 1                 | 70                |
| Londres 2012     | 36                | 0                 | 0                 | 0                 | 0                 | –                 |
| Rio 2016         | 38                | 0                 | 0                 | 0                 | 0                 | –                 |
| Tokyo 2020       | 48                | 2                 | 1                 | 0                 | 3                 | 38                |
| Paris 2020       | 40                | 1                 | 2                 | 2                 | 5                 | 49                |
| Total            | Total             | 4                 | 4                 | 2                 | 10                | –                 |

#### Médailles par sport
| Sport         | Or | Argent | Bronze | Total |
| Athlétisme    | 2  | 2      | 0      | 4     |
| Cyclisme      | 1  | 0      | 0      | 1     |
| Haltérophilie | 1  | 1      | 2      | 4     |
| Lutte         | 0  | 1      | 0      | 1     |
| Total         | 4  | 4      | 2      | 10    |

### Médailles aux Jeux d'hiver
| Jeux             | Athlètes | Or | Argent | Bronze | Total | Classement |
| Pyeongchang 2018 | 1        | 0  | 0      | 0      | 0     | –          |
| Pékin 2022       | 1        | 0  | 0      | 0      | 0     | –          |
| Total            | Total    | 0  | 0      | 0      | 0     | –          |

## Athlètes médaillés
| Médaille | Nom             | Sport         | Discipline          | Evenement    |
| -------- | --------------- | ------------- | ------------------- | ------------ |
|          | Jefferson Pérez | Athlétisme    | 20 km marche (H)    | Atlanta 1996 |
|          | Jefferson Pérez | Athlétisme    | 20 km marche (H)    | Pékin 2008   |
|          | Daniel Pintado  | Athlétisme    | 20 km marche (H)    | Paris 2024   |
|          | Daniel Pintado  | Athlétisme    | Marche par équipes  | Paris 2024   |
|          | Richard Carapaz | Cyclisme      | Course en ligne (H) | 2020 Tokyo   |
|          | Neisi Dajomes   | Haltérophilie | -76 kg (F)          | 2020 Tokyo   |
|          | Tamara Salazar  | Haltérophilie | -87 kg (F)          | 2020 Tokyo   |
|          | Glenda Morejón  | Athlétisme    | Marche par équipes  | Paris 2024   |

## Galerie

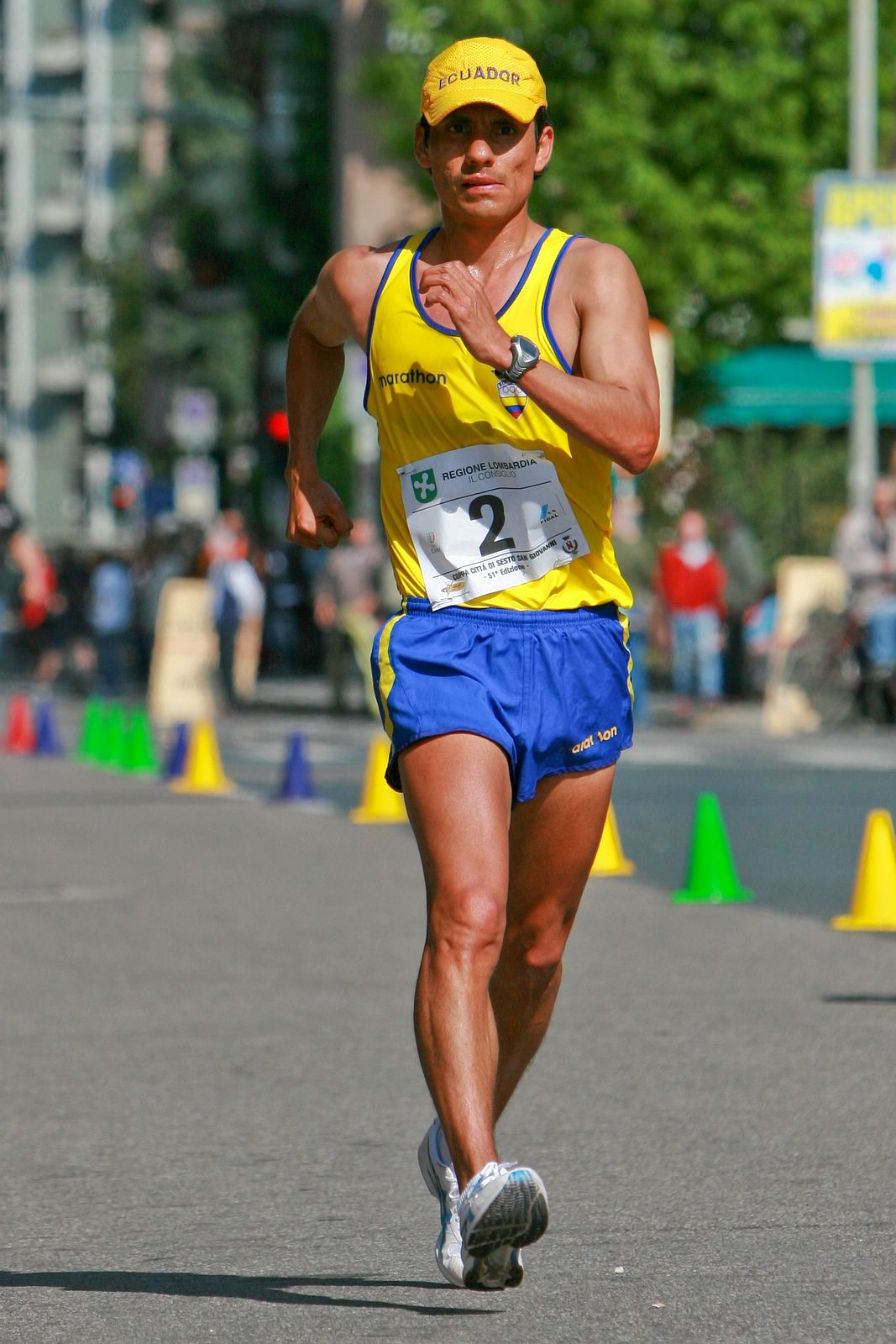
Jefferson Pérez, double médaillé d'or (1996) et de bronze (2008)
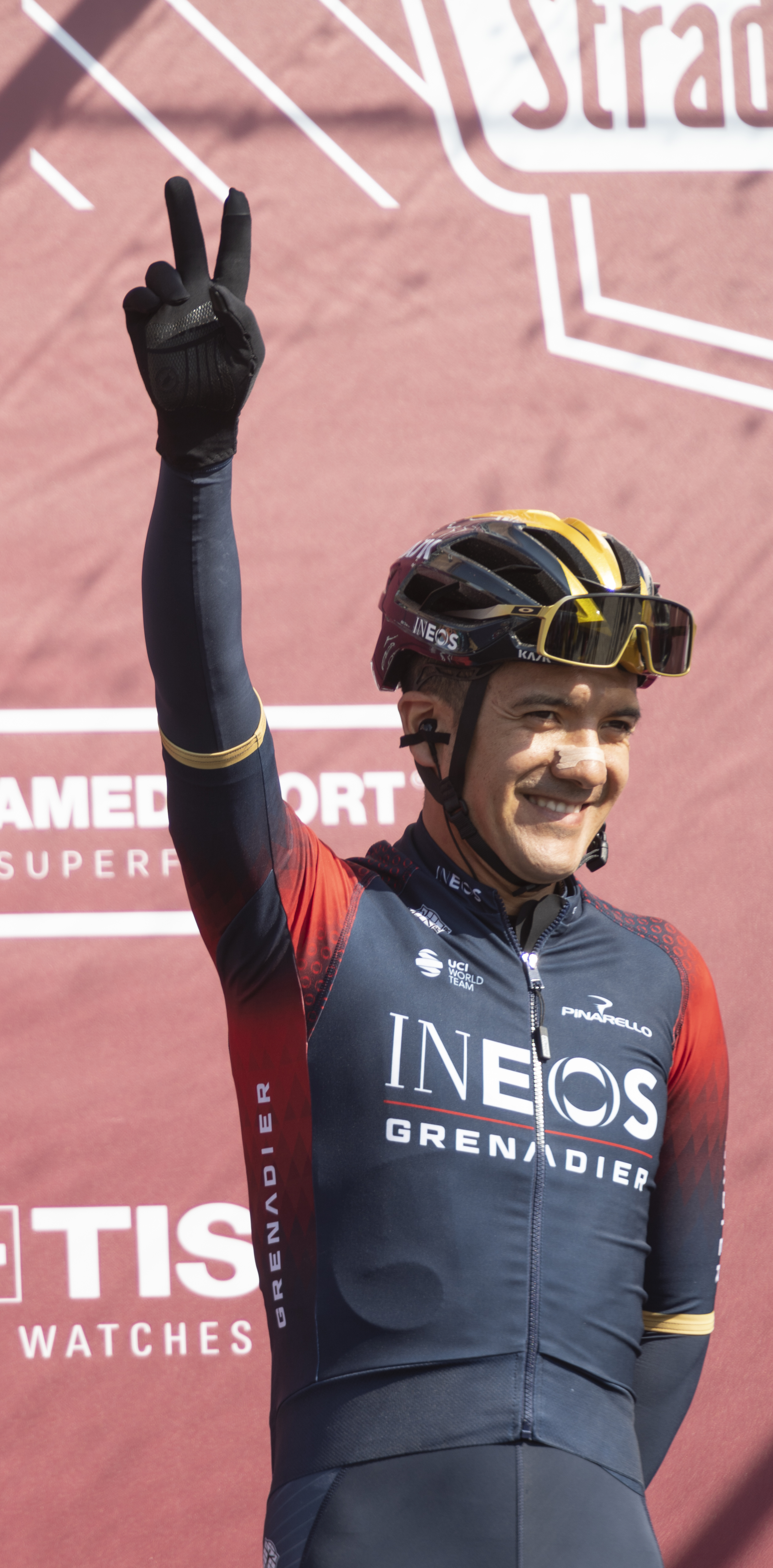
Richard Carapaz , médaillé d'or en 2021
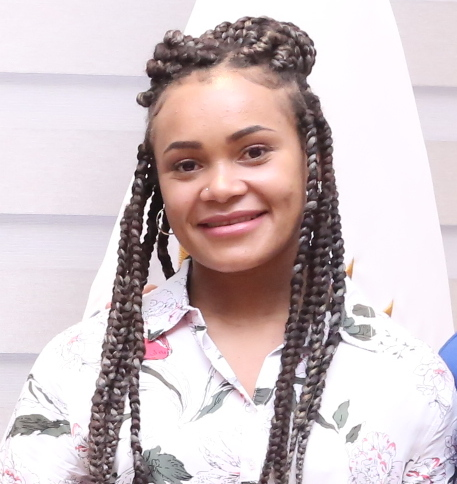
Neisi Dajomes, médaillée d'or en 2021
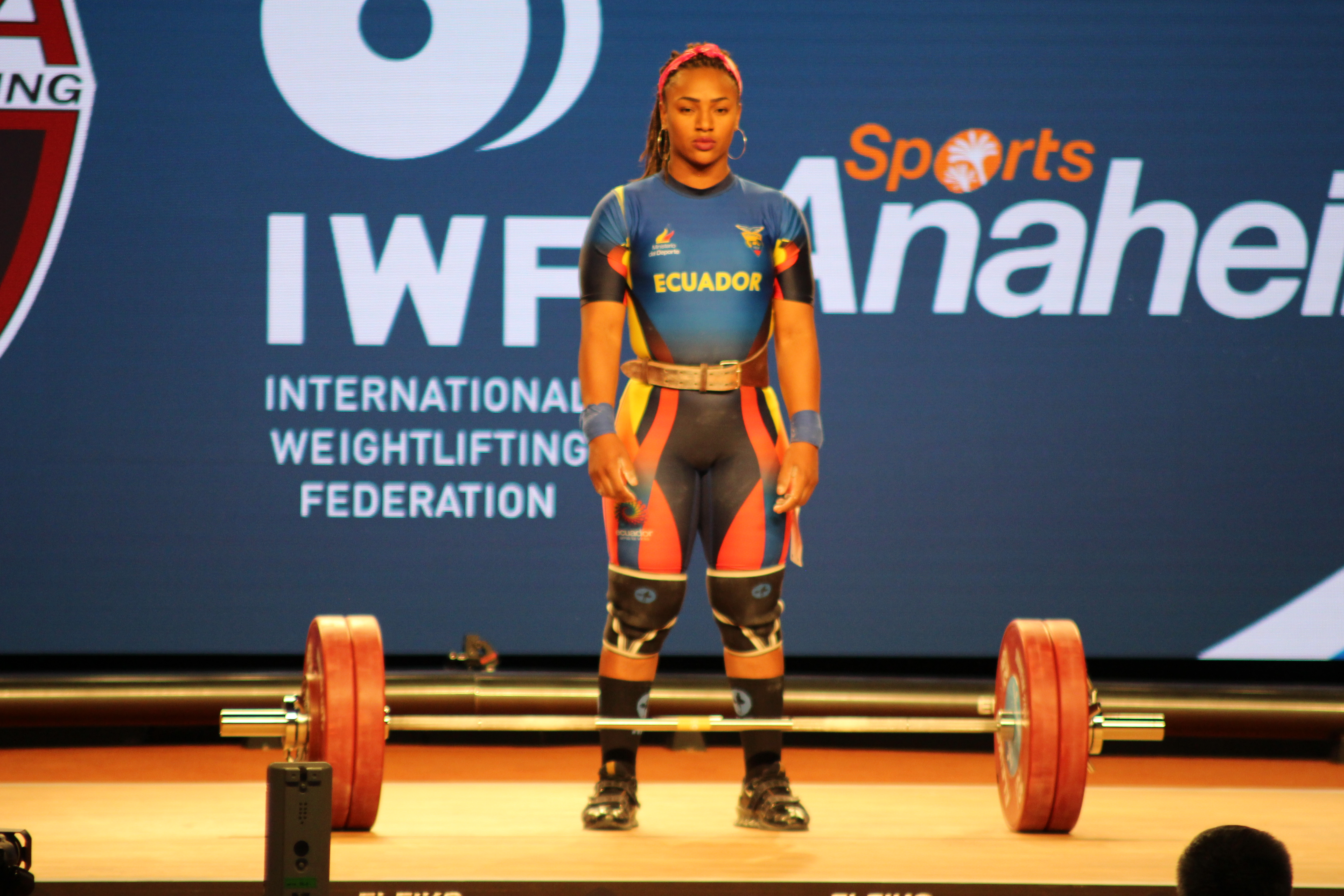
Tamara Salazar médaillée d'argent en 2021